# Tokizo Ichihashi
Tokizo Ichihashi (市橋 時蔵, Ichihashi Tokizo, Hyogo, 9 juni 1909 – ?) was een Japans voetballer die als aanvaller speelde.

## Japans voetbalelftal
Tokizo Ichihashi maakte op 25 mei 1930 zijn debuut in het Japans voetbalelftal tijdens een Spelen van het Verre Oosten tegen Filipijnen. Tokizo Ichihashi debuteerde in 1930 in het Japans nationaal elftal en speelde 2 interlands, waarin hij 1 keer scoorde.

## Statistieken
| Japans voetbalelftal | Japans voetbalelftal | Japans voetbalelftal |
| Jaar                 | Wed.                 | Dlp.                 |
| -------------------- | -------------------- | -------------------- |
| 1930                 | 2                    | 1                    |
| Totaal               | 2                    | 1                    |